# Piramide (calcio)

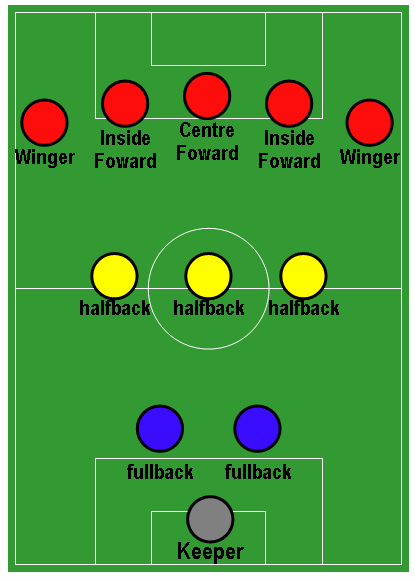
La formazione a Piramide

La piramide (o 2-3-5) è un modulo di gioco del calcio ormai caduto in disuso. È una delle più antiche tattiche applicate nel gioco del calcio.

## Storia

### Il calcio delle origini
Il calcio assunse la sua forma e molte delle sue regole attuali nell'Inghilterra di metà Ottocento. Nei giorni del calcio pionieristico non esistevano strategie o tattiche precise, ma una sola regola: il "calcia e corri" (kick and rush), per la quale i pochi difensori effettuavano lanci lunghi, mentre gli attaccanti colpivano la palla nel tentativo di calciarla in rete. Gli schemi di gioco erano semplici e decisamente votati al gioco offensivo; vi era inoltre scarsa collaborazione tra i reparti, poiché i difensori badavano principalmente a tenere lontano il pallone dalla propria porta, mentre gli attaccanti erano soliti attaccare con azioni personali, tenendo in poca considerazione i compagni. La prima partita ufficialmente considerata tra squadre nazionali fu disputata il 30 novembre 1872 tra Inghilterra e Scozia: gli inglesi adottavano un modulo del tipo 1-1-8, vale a dire un difensore, un centrocampista e otto attaccanti; lo schema scozzese era un più prudente 2-2-6. A dispetto della vocazione d'attacco delle due formazioni la gara terminò 0-0.

### Cambridge

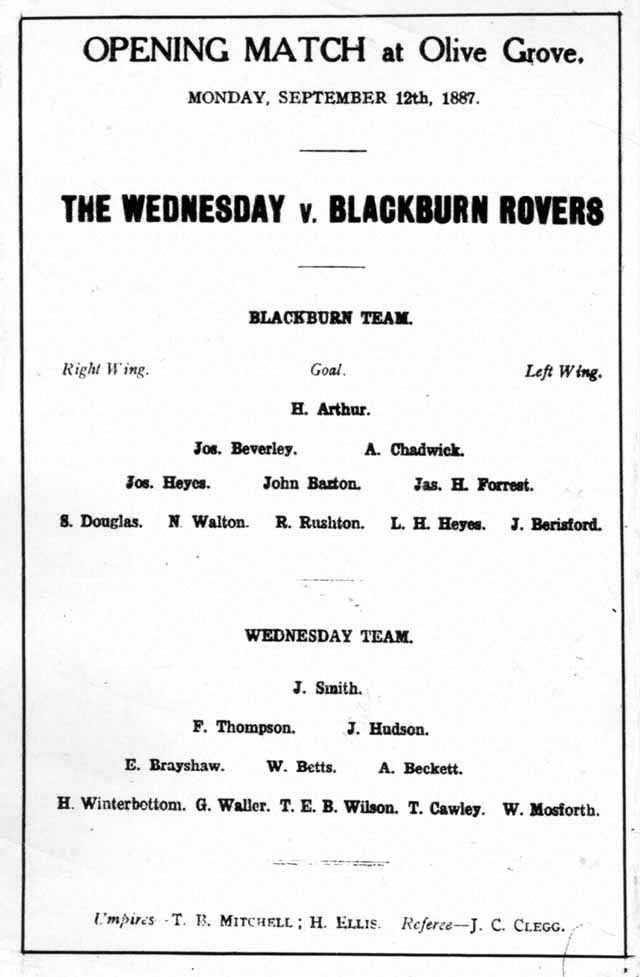
Manifesto che pubblicizza un incontro dei Rovers nel 1887. I nomi delle formazioni sono stampati riflettendo la disposizione in campo

Uno dei primi tentativi di dare agli undici giocatori un gioco corale è dovuto all'iniziativa della squadra del college di Cambridge, che tenne a battesimo quella che fu nota in seguito come "piramide di Cambridge" o, più semplicemente, "piramide". L'avvento di questo schema fu dovuto all'introduzione del passing game (gioco di passaggi), ovvero un tipo di gestione della palla che, sostituendo il "calcia e corri", coinvolgeva tutti i giocatori della squadra, che non tendevano più a portare avanti iniziative esclusivamente personali ma a servire i compagni.
Il perché del nome "piramide" è presto spiegato: i giocatori disposti sul campo parevano disegnare una piramide (o triangolo) rovesciata, avente la base nella linea degli attaccanti e il vertice nel portiere.
La definizione di uno schema comportò anche una primissima suddivisione in ruoli e reparti tra loro distinti.
Gli attaccanti, innanzitutto, erano cinque. In inglese erano detti forwards o "avanti", come venne in seguito italianizzato il termine, e costituivano la cosiddetta "prima linea". I due attaccanti più esterni erano detti wings, cioè "ali"; l'attaccante centrale prese il nome di centre-forward: "centravanti" o "centrattacco". I due giocatori che si posizionavano tra le ali e il centravanti erano detti inside-forwards: in italiano "interni" o "mezze ali".
Se nella concezione inglese del tempo metà della squadra era detta "avanti", specularmente l'altra metà non poteva che chiamarsi "indietro" (backs). I backs a loro volta si suddividevano in quelli che erano l'embrione del centrocampo (half-backs) e della difesa (full backs).
Il centrocampo era detto anche "seconda linea", ed era costituito da tre giocatori, che in Italia si chiamarono "mediani": il destro, il sinistro ed il centromediano.
La difesa, infine, era detta "terza linea", per cui i difensori, che nella piramide erano due, in italiano presero anche il nome di "terzini".
Non vi è una vera e propria fase offensiva, poiché il modulo è di suo già offensivo. Tuttavia, in difesa, le ali d'attacco erano solite ad abbassarsi, mentre il regista (il centrale di centrocampo) arretrava in difesa, spesso tra i due difensori, nacque così la concezione di difensore libero, che in attacco poteva avanzare e in difesa arretrare, oltre ad impostare il gioco. Nella fase difensiva, il modulo si trasforma in quello che oggi è conosciuto come 3-4-3, con un attacco sempre potente, un centro campo più vasto e una difesa più sicura.

### Dai Blackburn Rovers all'Uruguay
La prima squadra di alto livello ad applicare compiutamente il modulo della piramide fu il Blackburn, che lo utilizzò per la prima volta nel 1884 e arrivò a vincere cinque coppe d'Inghilterra tra gli anni Ottanta e Novanta dell'Ottocento. Sulla scorta di questi successi la tattica della piramide conobbe ininterrotta fortuna nelle isole britanniche e, di riflesso, nel mondo intero per oltre un trentennio. Questa tattica venne messa in crisi alla radice nel 1926 dalla modifica della regola del fuorigioco (il numero di giocatori per mantenere in gioco un attaccante scese da 3 a 2). In Europa la piramide cedette rapidamente il passo di fronte al simultaneo avvento del metodo e del sistema.
Anche in America meridionale la piramide venne accantonata, ancorché più tardi la tattica sia stata adottata, negli anni venti, dalle Nazionali di Uruguay e Argentina, vere e proprie superpotenze del calcio continentale e mondiale fino agli anni trenta. In quegli anni le due nazionali platensi furono capaci di dominare numerose edizioni della Copa América, le Olimpiadi del (1924 e del 1928) e nel 1930 la prima edizione del mondiali di calcio.

### I numeri della Piramide

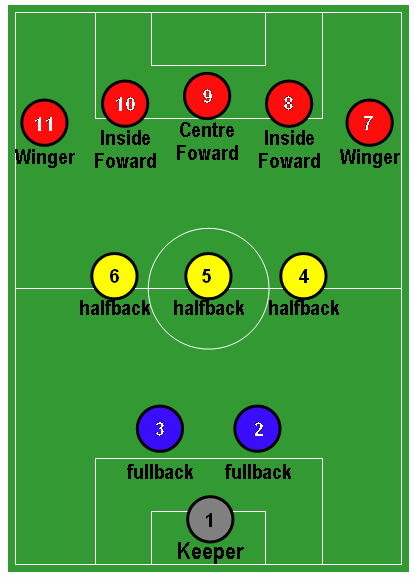
La prima numerazione ufficiale utilizzata nel calcio mondiale, da cui deriveranno in seguito tutte le numerazioni "fisse"

Quando sulle maglie di calcio non c'erano sponsor né i nomi dei calciatori, dal 1939 esisteva comunque una numerazione (per rendere facilmente riconoscibile il giocatore) che nella piramide era fissa e nasceva dalla disposizione della formazione partendo dal portiere e poi leggendo ogni linea da destra verso sinistra:
1. il portiere
2. il difensore destro
3. il difensore sinistro
4. il centrocampista destro
5. il centrocampista centrale
6. il centrocampista sinistro
7. l'ala destra
8. la mezzala destra
9. il centrattacco
10. la mezzala sinistra
11. l'ala sinistra

Tuttavia, non era raro per un giocatore importante chiedere (ed ottenere) l'assegnazione di un numero a cui fosse "affezionato" diverso da quello che rappresentava il suo ruolo.
Da questo sistema, uno dei più antichi, sono derivati tutti gli altri moduli di gioco e quindi anche la numerazione ha subìto modifiche continue, fino alla numerazione personale negli anni novanta.

## Squadre che hanno utilizzato la piramide
- Il Blackburn vincitore di 5 FA Cup negli anni 1890.
- Il Genoa, vincitore di 6 scudetti nei primi anni del campionato italiano di calcio.
- L'Uruguay vincitore della medaglia d'oro alle Olimpiadi 1924 e Olimpiadi 1928 e campione del mondo nel 1930.
- L'Argentina vincitrice della medaglia d'argento alle Olimpiadi 1928 e vicecampione del mondo nel 1930.